# Таперт, Роберт
Роберт Джерард Таперт (англ. Robert Gerard Tapert; род. 14 мая 1955) — американский кинопродюсер, сценарист и режиссёр, один из основателей кинокомпании Ренессанс Пикчерз и Ghost House Pictures.

## Биография
Отец Таперта имеет ирландское происхождение, а мать смешанного армяно-арабского происхождения. Таперт начал заниматься продюсированием во время учёбы в государственном университете Мичигана. Он изучал экономику и отправился на кинематографические курсы вместе с Айваном Рэйми и его братом Сэмом. Сэм Рэйми занимался киноискусством в родном штате Мичиган, позже к нему присоединились братья Айван и Тед, и друг детства — Брюс Кэмпбелл. В итоге, Сэм Рэйми и Таперт решили снять вместе фильм как режиссёр и продюсер и соответственно.
Результатом этих усилий стал фильм «День в долине», это рассказ о молодом человеке, который учился в колледже, но люди отворачивались от него на каждом шагу. Ближе к концу фильма герой теряет рассудок, и начинает расправляться со всеми, кто причинил ему боль. Несмотря на довольно серьёзный сюжет, в фильме достаточно много комичных моментов. Этот фильм принес Таперту и Сэму Рэйми первый успех, и возникла идея снять художественный фильм.
И этот замысел был осуществлен — был снят художественный фильм под названием «Зловещие мертвецы», снятый Сэмом Рэйми с актёром Брюсом Кэмпбэллом. Фильм был номинирован на награду на Каннском фестивале, где имел бешеный успех, несмотря на неоднозначные отзывы критиков. Фильм был настолько успешным, что впоследствии было снято продолжение — «Зловещие мертвецы 2» и «Армия тьмы». Эти фильмы стали своеобразным стартом для карьеры Роберта Таперта, Сэма Рэйми, и других.
Также Таперт продюсировал много других фильмов, с участием Сэма Рэйми или Брюса Кэмпбэлла. Таперт снял фильмы: «Человек тьмы», «Дар», «Timecop», «The Grudge», «Easy Wheels», «30 дней и ночей», и другие.
В 1990-е годы Таперт, ранее занимавшийся исключительно продюсерской работой, стал пробовать себя в качестве  создателя, шоураннера, сценариста и режиссёра различных телесериалов. В таких амплуа он  работал при создании известных сериалов «Удивительные странствия Геракла» и «Зена — королева воинов». Именно Тапперт придумал для этих сериалов таких персонажей как Габриэль, Борайес, Джоксер.
Он женат на актрисе Люси Лоулесс (родилась 29 марта 1968 года). У них есть двое детей: Джулиус Роберт Бэй Таперт (родился 16 октября 1999 года), и Джуда Майро Таперт (родился 7 мая 2002 года). Также Таперт приходится отчимом дочери Люси, от первого брака, Дэйзи (родилась 15 июля 1988 года). У Роберта есть младший брат Джефф, который также работает в киноиндустрии.